# Skinner's Dress Suit (film 1917)
Skinner's Dress Suit è un film muto del 1917 diretto da Harry Beaumont e prodotto dalla Essanay di Chicago. La sceneggiatura, che si deve a Charles J. McQuirk, si basa sul personaggio di Skinner, protagonista di storie e romanzi di Henry Irving Dodge. L'omonimo romanzo originale era stato pubblicato su The Saturday Evening Post del 23 settembre 1916. Questo fu il primo di una serie di tre film su Skinner prodotti dalla Essanay nel 1917 che avevano tutti come regista Beaumont e come interpreti Bryant Washburn e Hazel Daly. Il film venne comprato nel 1920 da Victor Kremer che ne curò una nuova distribuzione.
Nel 1926, l'Universal Pictures ne fece un remake usando sempre il titolo Skinner’s Dress Suit: il nuovo film, diretto da William A. Seiter, era interpretato da Reginald Denny e Laura La Plante.

## Trama
Skinner non ha il coraggio di chiedere un aumento di stipendio ma non ha neppure il coraggio di confessare alla moglie che non è riuscito ad ottenerlo. Anzi, per dimostrare che la sua (supposta) richiesta è andata a buon fine, attinge alle sue economie per comprarsi un elegante completo. Con il nuovo vestito, Skinner finirà per far colpo su alcuni uomini di affari che riesce a convincere a fare un grosso ordinativo alla sua ditta. Con il contratto in mano, Skinner trova il fegato per chiedere il sospirato aumento che gli viene finalmente concesso. Non solo, il suo successo negli affari lo porta anche a diventare socio della ditta.

## Produzione
Il film fu prodotto dalla Essanay Film Manufacturing Company.

## Distribuzione
Il copyright del film, richiesto dalla Essanay Film Mfg. Co., fu registrato il 27 gennaio 1917 con il numero LP10085.

Distribuito dalla K-E-S-E Service, il film uscì nelle sale cinematografiche statunitensi il 6 febbraio 1917.
Non si conoscono copie ancora esistenti della pellicola che viene considerata presumibilmente perduta.